# Lisa Simpson
Lisa Marie Simpson – fikcyjna postać występująca w serialu animowanym o rodzinie Simpsonów. W amerykańskiej wersji serialu głos Lisy należy do aktorki Yeardley Smith.
Lisa jest córką Homera i Marge. Ma starszego brata Barta oraz młodszą siostrę Maggie. Najeżone żółte włosy, naszyjnik z pereł, czerwona sukienka bez ramiączek i buty stały się jej znakiem rozpoznawczym. Niezwykle inteligentna dziewczynka, jej iloraz inteligencji wynosi około 159. Lubi grać na saksofonie. Uwielbia jazz i bluesa. Jej ulubiony album to „Birth of the Cool” Milesa Davisa. Jest także buddystką oraz wegetarianką i lubi się wypowiadać na tematy historyczne, filozoficzne i naukowe. Udziela się w stowarzyszeniu P.T.E.T.A. (Pre-Teens for the Ethical Treatment of Animals). Jej ulubionym zwierzęciem jest kucyk.